# Patrick Kavanagh

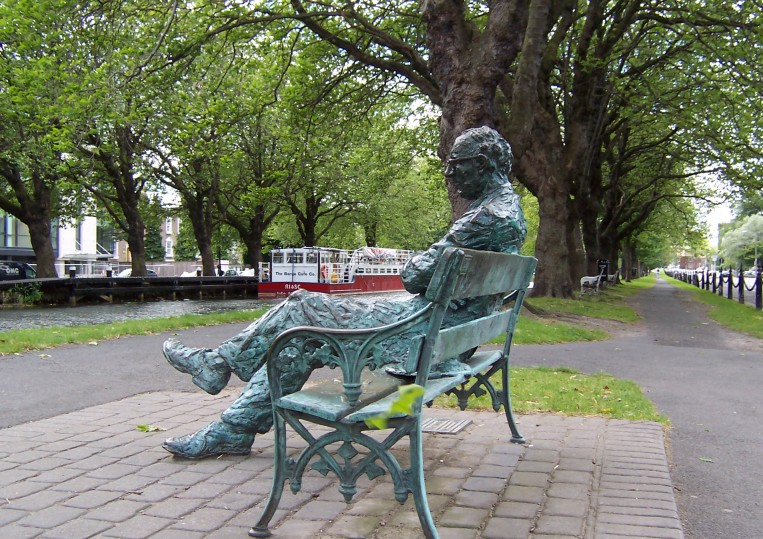
Patrick Kavanagh, Grand Canal, Dublin

Patrick Kavanagh (Mucker Townland (graafschap Monaghan), 21 oktober 1904 - Dublin, 30 november 1967) was een Ierse dichter. Hij werd geboren in County Monaghan als zoon van een boer/schoenmaker.
In 2000 stelde de krant The Irish Times een lijst samen van de meest geliefde Ierse gedichten, en er waren 10 gedichten van Kavanagh in de top 50. Na W.B. Yeats was hij hierdoor de meest populaire dichter in de lijst. 
Zijn gedicht On Raglan Road is bekend geworden als een lied, gezongen door onder andere Van Morrison, Luke Kelly, Mark Knopfler en Sinéad O'Connor. 
Naast gedichten schreef hij ook een autobiografie, The Green Fool, die in 1938 werd uitgebracht, maar wegens laster werd deze al snel weer uit de handel genomen. een opvolger, Tarry Flynn (1948) was realistischer dan de vorige autobiografie, en deze stond kort op de zwarte lijst.